# Assia Khadache
Assia Khadache, née le 21 mars 1983, est une escrimeuse algérienne.

## Carrière
Elle est médaillée de bronze en fleuret par équipes aux Jeux africains de 2007 à Alger. Lors de ces mêmes Jeux, elle est éliminée en seizièmes de finale du tournoi de sabre individuel féminin par la Tunisienne Hela Besbes.